# Matilda av Flandern

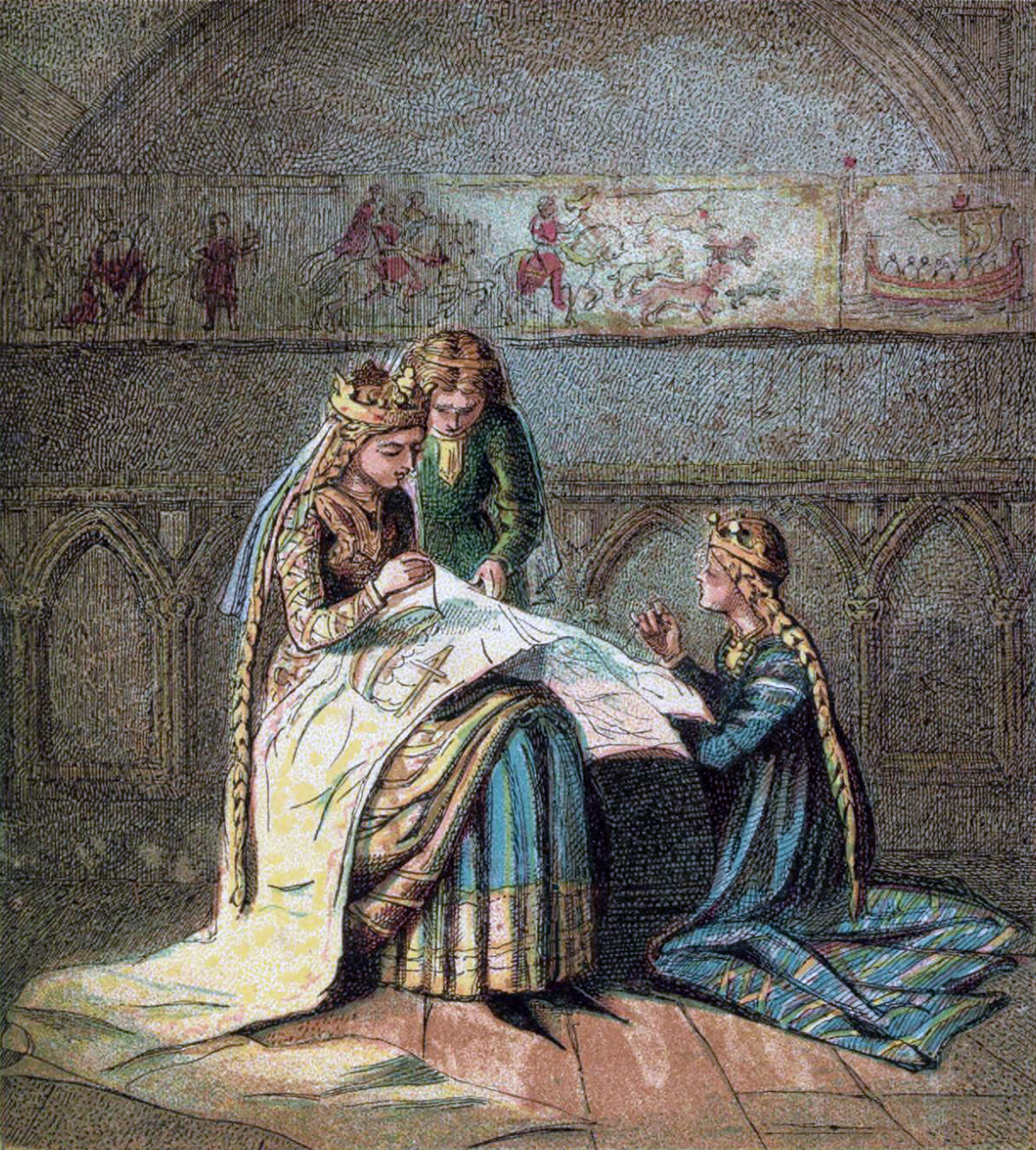
?

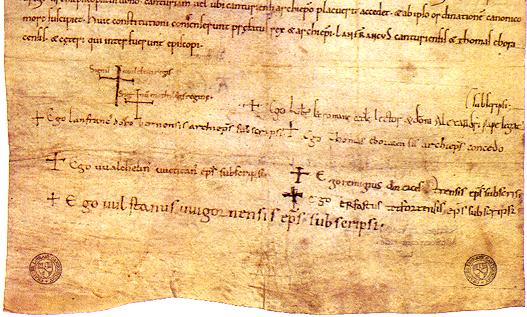
Signaturerna från kyrkomötet i Winchester. De stora Xene är signaturerna till kung Vilhelm och drottning Matilda, den ene under deras är ärkebiskop Lanfrancs, och därefter biskoparna under hans igen.

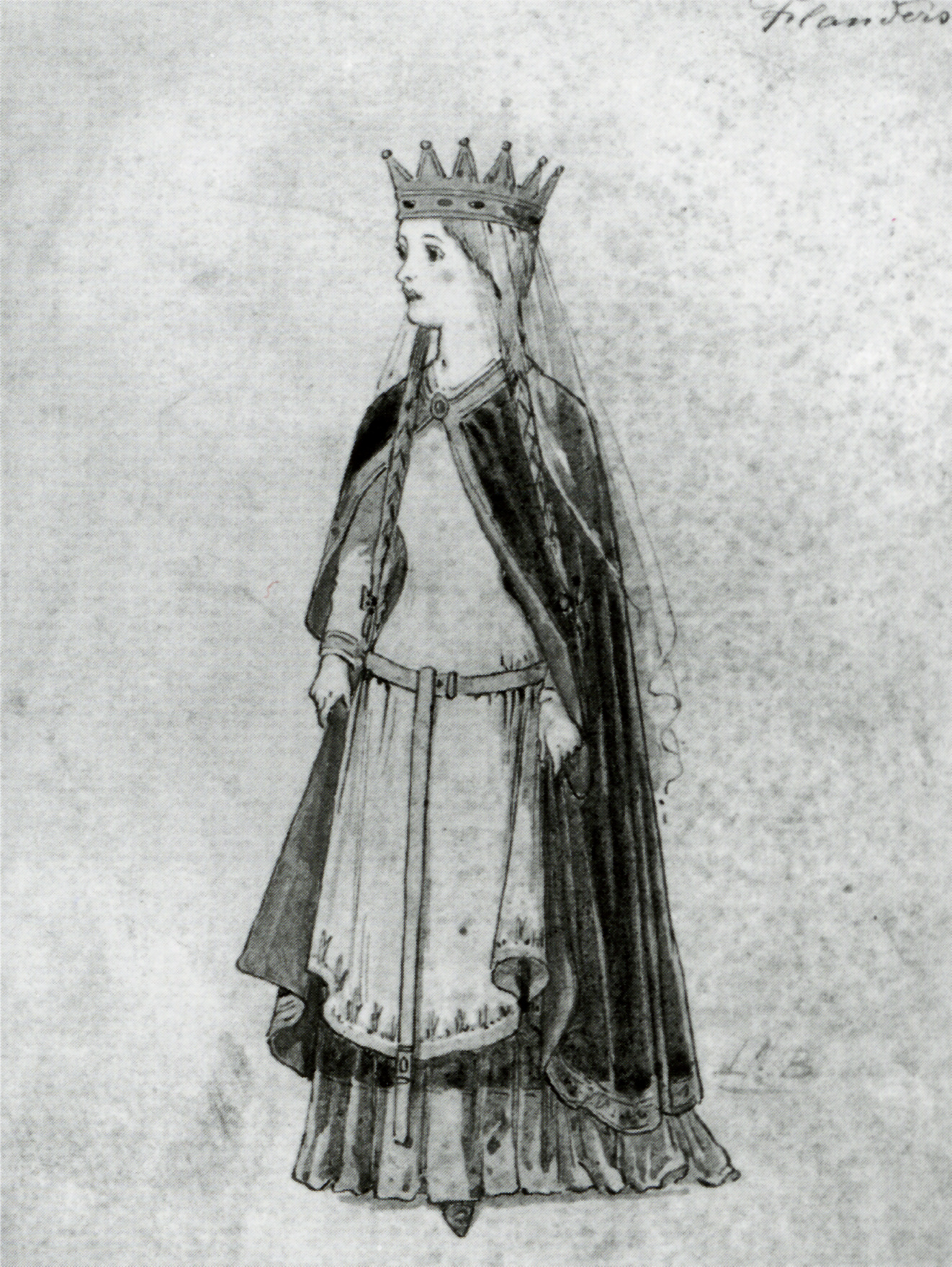
Fantasibild av Matilda av Flandern.

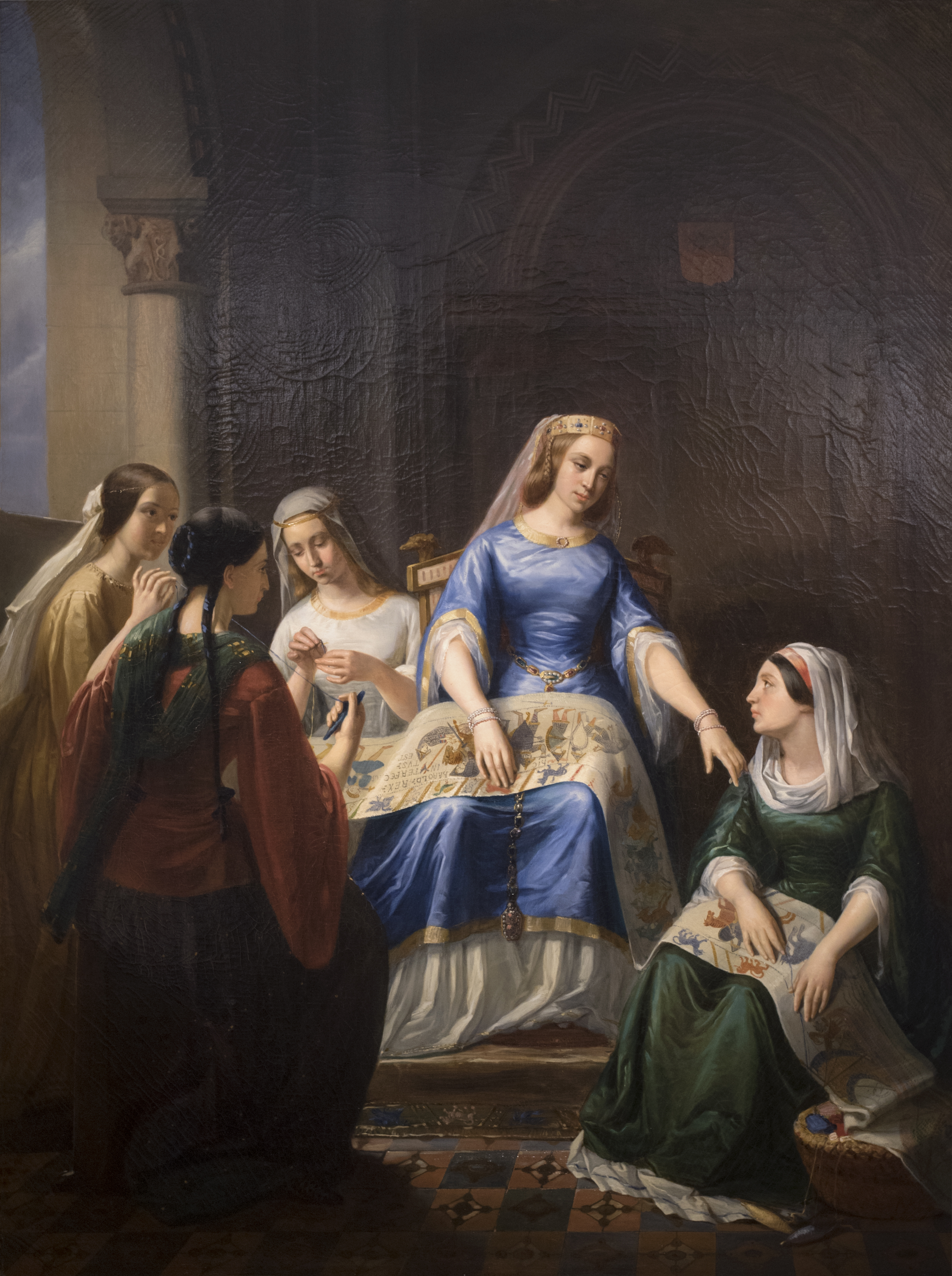
?

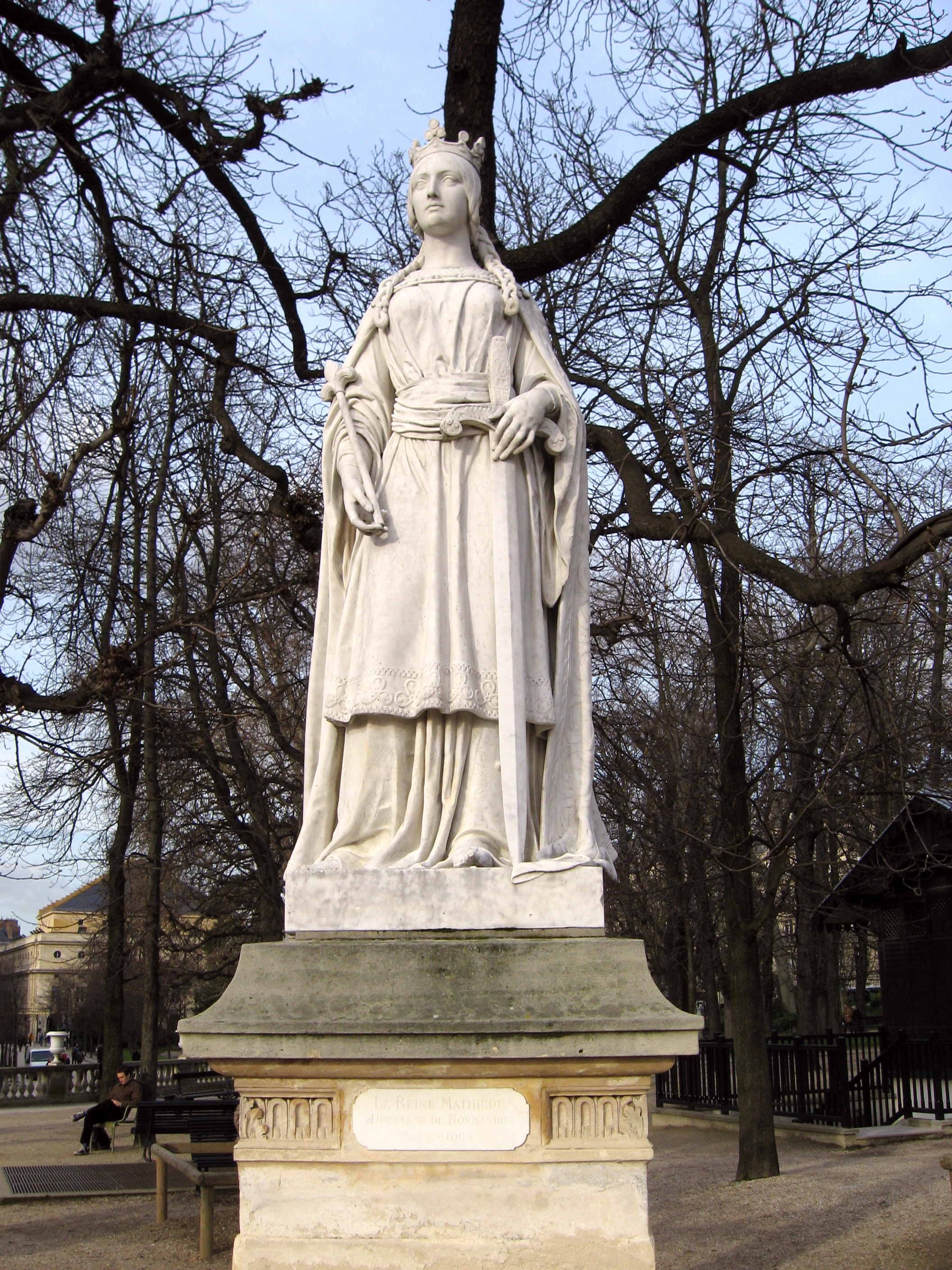
Matilda av Flandern.

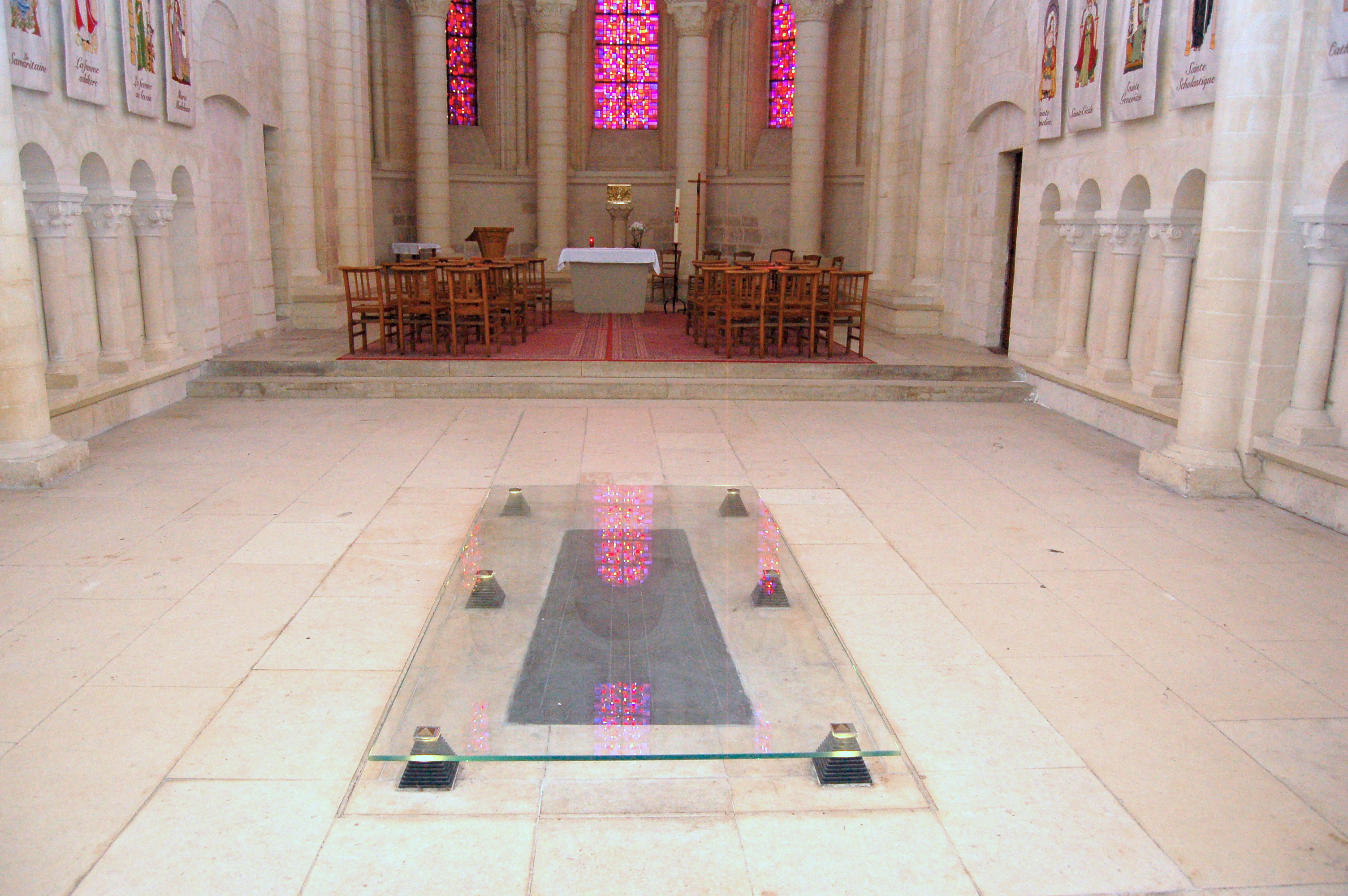
Matildas grav i Abbaye aux Dames, Caen.

Matilda av Flandern, född cirka 1031, död 2 november 1083, var drottning av England och hertiginna av Normandie som var gift med Vilhelm Erövraren. Hon fungerade som Vilhelms regent i Normandie medan han regerade i England sex gånger: under åren 1066-1067, 1067–1068, 1069, 1069–1072, 1074 och 1075–1076.
Matilda hade stort politiskt inflytande, inte bara som regent i Normandie under Vilhelms frånvaro, där hon med Vilhelms stöd förvaltade hertigdömet med fulla befogenheter och bevarade dess stabilitet, utan också som hans rådgivare i hans närvaro. I England fick hon ett gott eftermäle, då hon rådde Vilhelm att regera med diplomati snarare än tvång och avstå från tvångsmedel och våld och därför upplevdes som ett mildrande inflytande, och också gjorde ett stort avtryck med sin aktiva drottningroll, eftersom rollen och titeln drottning då ännu var ett kontroversiellt och relativt nytt fenomen i England.
En skillnad inträdde då hon stödde sin son Robert Curthoses uppror mot Vilhelm 1077–1080, vilket resulterade i att Vilhelm förlorade sitt förtroende för henne. Hennes död ansågs ha resulterat i Vilhelms mer tyranniska styre under hans sista år.

## Biografi

### Tidigt liv
Mathilda var dotter till greve Balduin V av Flandern, och Adelheid av Frankrike, som var dotter till Robert II av Frankrike. Hon tillbringade sin uppväxt i Brügge, som hennes far hade gjort till Flanderns huvudort. Hon uppfostrades främst av sin mor, som tros ha utgjort en förebild för henne ifråga om politiskt aktiva kvinnor. Adelheid deltog i politiken vid sin makes sida, vilket illustreras av att hälften av alla officiella dokument som utfärdades under hennes makes regeringstid också signerades av henne, ofta med tillägget "Syster till Frankrikes konung", och var särskilt inflytelserik i kyrkliga reformfrågor.
Hennes mor, som var högt bildad för kvinnor under sin samtid, förmodas ha sett till att även Matilda fick undervisning av St Peters munkar i Gent. Även om Matilda troligen inte kunde skriva, vilket få personer ur adeln kunde eftersom det sågs som en uppgift för professionella skrivare ur prästeståndet, kunde hon troligen både tala och läsa den tidens internationella språk latin flytande, och hon fick också en hög bildning i kristendom. Hon ska enligt samtida beskrivningar motsvarat samtidens ideal för en adelskvinna genom att bete sig värdigt men ändå blygsamt, och graciöst men ändå dygdigt. Det uppges också att Matilda av sin kungliga mor hade uppfostrats till att känna en större stolthet över sin börd än vad hennes ställning som dotter till greven av Flandern egentligen motiverade, och att denna stolthet var en stor del av hennes karaktär; men hon beskrivs också som rättvis, modig och viljestark.

### Giftermål
Matildas släktskap med det franska kungahuset gjorde henne eftertraktad på en politiska äktenskapsmarknaden. Dessutom hade hennes far, genom sina insatser för handeln, vid denna tidpunkt omvandlat Flandern till ett blomstrande handelscentrum.
Krönikan Chronicle of Tewkesbury hävdar att Matilda under sin uppväxt var förälskad i den engelska ambassadören i Flandern, en redan gift saxare vid namn Brihtric, som var så blek att han nästan var en albino, och som kallades "Snow" (Snö); hon ska ha föreslagit honom äktenskap på sitt eget initiativ, men  han hade avvisat henne. Många år senare, då hennes make blivit kung av England, ska hon ha använt sitt inflytande till att konfiskera Brihtrics landområden, utan några som helst formella anklagelser, än mindre en rättegång, varefter hon kastade honom i fängelse där han dog under mystiska omständigheter, kanske till följd av förgiftning. Hela historien upplevdes som besvärande av Matildas far, då det inte ansågs vara legitimt för en kvinna att själv föreslå äktenskap.
År 1048 föreslogs ett äktenskap mellan Matilda och Vilhelm av Normandie. Vilhelm levde i celibat och hade varken en maka eller en älskarinna, vilket gjorde att han utsattes för misstankar om att vara homosexuell. Dessutom behövde han gifta sig för att få en arvinge. På grund av sin egen omstridda börd, då han utpekades som utomäktenskaplig, behövde han av politiska skäl stärka sin status, något som gjorde Matildas höga börd värdefull. Flandern och Normandie var sedan lång tid inblandad i rivalitet och konflikter, och en allians mellan dem sågs som gynnsam mot gemensamma yttre fiender av både Vilhelm och Matildas far.
Det finns en berömd legend om Vilhelms frieri till Matilda. Hon meddelade Vilhelm av Normandies representant, som kommit för att fråga om hennes hand, att hon var av alldeles för hög börd för att överväga att gifta sig med en oäkting. Då detta upprepades inför Vilhelm red han från Normandie till Brugge, där han fann henne på väg till kyrkan. Han ska ha dragit Matilda ur sadeln i flätorna ned på marken innan han kastade henne på vägen framför hennes förbluffade tjänare och sedan ridit iväg. En annan version hävdar att han misshandlade henne i hennes hem mitt framför ögonen på hennes far, som drog sitt svärd för att försvara henne men stoppades av Mathilda, som lovade att gifta sig med Vilhelm. Huruvida denna berättelse är sann eller inte är okänt, och det var möjligen en skröna, då den inte tycks kunna spåras längre tillbaka än till 1200-talet.
Påven motsatte sig äktenskapet på grund av deras släktskap. Vilken släktskap detta syftar på är oklart. Vid denna tid kunde även den minsta släktskap genom både blodsband och äktenskap som ett hinder för giftermål av kyrkan. Det har föreslagits att orsaken var hennes mors tidigare äktenskap med Vilhelms farbror Rickard III av Normandie, men om modern faktiskt var gift med Rickard III borde det äktenskapet inte ha hunnit fullbordas på grund av brudens ålder och alltså inte räknas som fullständigt.
Giftermålet ägde rum i Normandie vid okänd tidpunkt. Det ägde rum tidigast 1049, vilket är den tidigaste datum som ibland föreslås, och 1053, då Matilda är tydligt bekräftad som hertiginna av Normandie i ett dokument. Det troligaste datumet har utpekats som 1050 eller 1051. Bröllopet firades stort i Normandie i närvaro av brudens föräldrar och avslutades med en rundtur genom hertigdömet, som vid denna tid inte hade haft någon hertiginna på nästan trettio år.
Äktenskapet godkändes slutligen av påven år 1059, i utbyte mot att paret grundade ett kloster som botgöring. Vilhelm grundade munkklostret St.-Étienne och Matilda nunneklostret La Trinité, utöver en rad andra kloster och hospital.

### Normandie och England
Matilda fick tio barn, och Vilhelm anses ha varit henne trogen. Han är den enda av Normandies hertigar som inte hade några kända utomäktenskapliga partners eller barn. De hade en omtalat lycklig relation åtminstone fram till att deras äldsta son Robert revolterade mot fadern och hon tog hans parti gentemot Vilhelm. Matilda beskrivs som en engagerad förälder och fick stöd av både sin svärmor och av sin egen mor, som ofta tycks ha besökt henne i Normandie. Hon hade ensamt ansvar för barnens fostran fram till deras könsmognad och ska ha sett till att de fick en för sin tid hög bildning, och både söner och döttrar fick lära sig religion, retorik och logik, tala och läsa latin, religiösa psalmer och sekulära dikter.
Att Matilda födde en son relativt snabbt efter äktenskapet och därefter regelbundet barn säkrade hennes ställning, och hon blev en framgång i Normandie. Som hertiginna stod hon värd för hertigdömets representation när sändebud skulle mottas, och medan Vilhelm främst intresserade sig för jakt och militärlivet, ska Matilda ha fört en kulturell polityr till hovet i Normandie. Samtidigt beskrivs hon som vidskeplig, och ska ha haft vanan att konsultera folkmagiker inför viktiga beslut.
Enligt samtida ideal förväntades en hustru stötta sin man i hans ambitioner genom att bidra med goda råd och medla mellan honom och hans fiender, en diplomatisk uppgift som betraktades som typiskt kvinnlig under en epok när manliga dygder snarare handlade om strid än diplomati.  Matilda ska ha uppfyllt detta ideal om den lojalt stödjande hustrun, och Vilhelm lät henne därför omgående delta i det politiska arbetet som rådgivare och medlare. Från 1053 och framåt visas hennes signatur i ett ökande antal officiella dekret och dokument om olika åtgärder som bär hennes signatur snarare än Vilhelms och som hon alltså utfärdade som hans ställföreträdare och med hans godkännande; dekreten gällde allting från donationer till kloster till att avgöra domslut i olika rättstvister. Detta politiska inflytande sågs av samtiden som legitimt men var ingen given sak, och med ett enda undantag (Gunnor av Normandie) hade det tidigare inte förekommit bland Normandies hertiginnor. 1063 bevittnade hon också det dekret där hennes äldste son Robert formellt utnämndes till arvtagare.
Matilda visade sitt stöd för Vilhelm i hans ambitioner att erövra Englands tron. Då han och hans riddare gjorde sig redo att dra i krig mot England, bad han ceremoniellt Matilda och hennes hovdamer att be för dem. I juni 1066 arrangerades stora festligheter till vilka Normandies alla adliga och kyrkliga potentater inbjöds för att visa sitt stöd för invasionen av England, i kombination med den formella invigningen av Matildas kloster La Trinité, till vilket hon och Vilhelm gav sin dotter Cecilia som nunna. Då Vilhelm förberedde sig för att invadera England, utrustade hon ett praktfullt skepp, Mora ('Herrgården'), för sina egna pengar och gav honom som en överraskning då han var redo att ge sig av, varpå han blev så imponerad att han genast gjorde det till sitt flaggskepp och lovade henne Kent, Englands rikaste grevskap, till förläning.

#### Första regentskapet
Vilhelm utnämnde Matilda att regera hertigdömet Normandie som ställföreträdande regent i hans frånvaro. Att hustrun skulle vara makens regent i hans frånvaro förekom men var ingen given sak, särskilt inte i om det fanns en son och arvinge som inte längre var ett barn, som i detta fall, då deras äldste son Robert var fjorton och enligt samtidens sed kunde betraktas som en vuxen man och själv hade kunnat utnämnas till regent. Vilhelm gjorde dock bara Robert till Matilda nominella medregent och gav i stället all auktoritet till henne som hans ställföreträdare, vilket tydligt visade hans förtroende för henne personligen. Vilhelm hade en dålig relation till Robert, som tog illa upp över att inte ha blivit regent samtidigt som han inte lät det påverka sin relation till modern, vars favoritbarn han var. När kungen av Frankrike uttryckte oro över vad som kunde hända Normandie i hans frånvaro, lugnade Vilhelm honom med sin övertygelse om att hertigdömet var tryggt i hennes händer. Han tillkallade den normandiska adeln och lät dem svära sin trohet till Robert som hans arvtagare och Matilda som hans regent och utnämnde Roger de Beaumont, Roger de Montgomery, och Hugh d’Avranches till hennes rådgivare, och gav henne rätten att stifta lagar, skipa rättvisa och tillverka mynt. Hennes regenttid har fått ett gott omdöme, då hon genom att ständigt färdas från plats till plats för att upprätthålla sin auktoritet lyckades bibehålla stabiliteten i hertigdömet, något som imponerade på samtiden eftersom normanderna var ökända för att ständigt göra uppror och ägna sig åt stridigheter.
Då Matilda underrättades om Vilhelms seger i England, lät hon utdela betydande gåvor till allmänheten och de fattiga i en offentlig tacksägelse.  Vilhelm kröntes i England vid jultid 1066. I samband med sin tronbestigning förlänade han henne ett mycket stort antal gods, upp till en fjärdedel av all jord han fick kontroll över, och kungjorde också att hon skulle krönas till drottning, något som vid den tiden inte alls var en självklarhet i England, där titeln drottning fortfarande var kontroversiell, och förklarade att hon hade rätten att agera i hans namn.  Orsaken till att Matilda inte följde efter Vilhelm till England efter hans seger är okänd, men en trolig orsak var att hon var gravid.
Matilda deltog på avstånd i fördelarna av sin nya ställning som drottning. Det var vid denna tid hon ska ha utkrävt sin hämnd på den engelske adelsmannen Brihtric, som en gång hade avvisat hennes äktenskapsförslag, genom att låta konfiskera hans landområden och kasta honom i fängelse. Att Matilda ägde åtminstone flera av Brihtrics egendomar är bekräftat, samtidigt som Brihtric bevittnade ett dokument vid hennes kröning, vilket tycks motsäga att han fängslats på hennes order; sanningen i hur det hänger ihop är okänt. Det är samtidigt känt att Matilda likt andra normander deltog i den normandiska plundringen av England, då många medlemmar av den anglosaxiska adeln i England bestals; hon lät bland annat kräva guld från ett rikt engelskt kloster som var känt för att ha motsatt sig makens kandidatur.

#### Andra regentskapet
Våren 1067 återvände Vilhelm till Normandie, och paret iscensatte därefter ett triumftåg genom sina provinser då de lät sig och segern över England firas av lokal adel och kyrka inför utländska sändebud. 6 december 1067 återvände Vilhelm till England för att nedslå upproret i Kent, och Matilda inledde då sin andra regeringsperiod i Normandie.
Matilda anlände till England för första gången i mars 1068, sedan Vilhelm, efter att ha slagit ned upproret, bad henne att komma till England för att krönas. Under hennes frånvaro från Normandie skulle deras son Robert fungera som deras ställföreträdare där. Hon betraktades med misstänksamhet av engelsmännen, mycket på grund av deras osäkerhet kring om hennes titel drottning innebar att hon skulle vara deras monark, eftersom man i England inte var van vid att kungens hustru hade titeln drottning. Judith av Flandern under 800-talet var den första kungahustru i England som rent formellt fått denna titel, och Emma av Normandie hade också blivit krönt som sådan, men det fanns ännu ingen tradition kring titeln och den skapade därför osäkerhet. Hon kröntes till Englands drottning i Winchester 1068. Då hennes makes kröning skedde med militärmakt och var en enkel ceremoni, firades Matildas kröning med stor prakt och torneringar i normandisk stil, och utgjorde mönster för många senare medeltida kröningar i England. Hon födde sin yngste son Henrik i England, vilket skedde avsiktligt då paret bedömde att detta skulle legitimera den nya dynastin mer. Paret återvände tillsammans till Normandie vintern 1068, där de firade jul.

#### Tredje regentskapet
Ett uppror i början av 1069 återkallade Vilhelm till England. Matilda kvarblev i Normandie och förmodas vara regent där för tredje gången, även om det inte finns tydligt dokumenterat. Hon återvände till England redan samma vår (återigen med sonen Robert som hennes ersättare i Normandie), och vistades i södra England under hennes makes hårda krigskampanj i Nordengland. Orsaken var möjligen för att vinna engelska anhängare, och sedan upproret slagits ned ägnade paret sommaren åt representation genom offentliga festligheter som banketter och torneringar där Vilhelm agerade värd och Matilda värdinna, för att skapa lojalitet och popularitet och befästa sin makt.

#### Fjärde regentskapet
Matilda återvände till Normandie vid okänt datum sensommaren 1069, och fungerade då åter som Vilhelms regent där. Hennes fjärde regentskap innebar en rad svårigheter. Hon regerade med fulla befogenheter. Vilhelm ogillade när hennes auktoritet ifrågasattes. Det illustreras av konflikten mellan Robert Betran och klostret St.-Martin i Marmoutier, då klostret sände en munk att tala inför Vilhelm i England snarare än Matilda i Normandie: Vilhelm vägrade engagera sig i ämnet utan sände tillbaka sändebudet till Normandie med en skarp uppmaning att vända sig till Matilda som hans ställföreträdare och regent.
Under Matildas fjärde regentskap 1069 bröt ett uppror ut under Geoffrey de Mayenne i Normandies provins Maine. I slutet av 1069 anfölls Normandie dessutom av en allians mellan kungen av Frankrike och hertigen av Bretagne. Matilda begärde och fick militära förstärkningar från England. Sommaren 1070 attackerade hennes hemland Flandern, som nu styrdes av hennes avlidne brors son under förmynderskap av sin mor, av Matildas yngre bror Robert. Matilda beslöt på eget initiativ att hjälpa sin svägerska och brorson mot sin bror och övertalade Vilhelm att sända henne en armé under William fitzOsbern, som hon sedan sände till Flandern. De engelsk-normandiska styrkorna besegrades i ett slag 1071 som resulterade i hennes brorsons och fitzoberns död, och upplösningen av alliansen mellan Flandern och Normandie, där Matildas bror Robert istället slöt förbund med England-Normandies fiender Danmark, Frankrike och Bretagne.

#### Sista regentskapet
Matilda besökte England våren 1072, och deltog i hovets påskfirande i Winchester, men återvände efter en ganska kort vistelse till Normandie, där hon för femte gången fungerade som regent, som vanligt med den äldste sonen Robert som sin nominella medregent.  Hennes femte regeringstid varade till Vilhelms återkomst vid årsskiftet 1072–1073. Vilhelm ägnade sedan 1073 åt att slå ned upproret i Maine.
Matilda inledde sin sjätte regeringsperiod i Normandie i början av 1074, när Vilhelm återvände till England utan henne, och utövade sitt sjunde och sista regentskap i Normandie mellan hösten 1075 och 1076: därefter stannade Vilhelm i Normandie i fyra år fram till 1080. Att Vilhelm ständigt utnämnde sin maka snarare än sin son Robert till sin regent i Normandie var anmärkningsvärt, då Robert nu var fullvuxen och enligt dåtida uppfattning borde ha varit ensam regent snarare än enbart sin mors nominella medregent, men Vilhelm fortsatte att utnämna Matilda till ensam regent med fulla befogenheter, och gav inte Robert annat än titeln regent vid sin mors sida utan befogenheter, trots att Robert vid fler än ett tillfälle bekräftades som sin fars tronarvinge. Relationen mellan Matilda och Robert skadades dock inte; hennes son utmanade aldrig hennes auktoritet som regent, och hon ingrep aldrig mot vad som beskrevs som hans privata excesser.
Under 1070-talet var Vilhelms makt i England säkrad. Han stannade längre och oftare i Normandie, och Matilda följde ofta med honom då han besökte England. I England ägnade sig paret åt kungliga representation för att befästa sin makt, vilket bland annat inkluderade kronbärarprocessioner mellan palats och kyrka, torneringar, fester och offentliga audienser där de fattade beslut i rättstvister av olika slag. I England kom Matilda att uppfattas som en mild och barmhärtig kontrast till Vilhelm och hennes närvaro vid hovet att ses som en civiliserande kraft. Med Vilhelms godkännande uppträdde hon också ensam som domare i rättstvister mellan både kyrkliga och sekulära supplikanter, utnämnde sina egna ämbetsmän i sina egna förläningar och agerade mecenat för normander och flamländare i England på alla nivåer. Det var en ställning som var vanlig på kontinenten men som då var nästan okänd i England även för en drottning och väckte stort uppseende. Hon väckte med tiden en viss popularitet, då hon lärde sig tala engelska, uppträdde med större mildhet mot de besegrade engelsmännen än Vilhelm, och även om också hon gynnade normander i England, övertalade hon samtidigt sin make att visa större mildhet mot engelsmännen och regera med diplomati snarare än tvång. Det tycks som om Matilda brevväxlade med påven, som i bevarade brev berömde henne för hennes gynnsamma inflytande på sin make, och syftade då på de talrika tillfällen då Vilhelm på hennes uppmaning hade utfört fromma handlingar.

#### Robert Curthoses uppror
I juni 1077 närvarade hon vid invigningen av katedralen i Bayeux, vilket omtalas som en av de största högtiderna under Vilhelms regeringstid, med representanter för både den normandiska och engelska adeln. Samma år utbröt öppen konflikt mellan Vilhelm och Robert, som öppet krävde att få bli faderns regent i Normandie och nekades detta. Robert flydde sedan till sin morbror Robert av Flandern och gjorde uppror mot sin far. Matilda stod i hemlig korrespondens med sin son och sände honom pengar för att finansiera hans anfall mot Normandie. Spioner informerade Vilhelm, som skällde ut henne inför hela hovet. Matilda svarade honom genom att falla på knä och förklara att hon hade sänt sin son pengar enbart för att hon som mor inte kunde se sin son fattig, och att det alltså inte fanns politiska syften i hennes handling. Vilhelm bestraffade henne inte, trots att hon per definition hade begått förräderi, men det framstår som klart att Matilda förlorade hans tillit. Matilda arbetade under de följande tre åren för att försona maken och sonen med varandra och lyckades slutligen genom konferensen i Rouen in april 1080, men det är betecknande att hon inte själv kunnat övertala Vilhelm, utan snarare hade fått använda sitt kontaktnät och be kungen av Frankrike, påven och Roger de Montgomery att agera medlare.
När Vilhelm besökte England mellan vintern 1080 och vintern 1081 var Matilda inte längre hans regent i Normandie: istället tog han med sig både henne och sin äldste son till England, och de tycks inte ha fått återvända till Normandie förrän han gjorde det själv. Vem som var Vilhelms regent i Normandie denna gång är okänt, men det var möjligen den yngre sonen Vilhelm Rufus. Under vistelsen i England fick däremot Matilda och hennes äldsta son besöka Skottland på inbjudan av Skottlands drottning, där hon hade inbjudits att agera gudmor.
Matilda tycks ha drabbats av sviktande hälsa under 1082, då hon upprättade sitt testamente. Hon nämns sist då hon närvarade vid ett möte mellan Vilhelm och deras äldste son i Caen i juni 1083, varpå sonen ännu en gång tycks ha gått i landsflykt.

### Död
Matilda avled i november 1083. Hennes dödsorsak är okänd, men hon hade uppenbarligen varit sjuk länge, då hon stannade i Caen från juni 1083 fram till sin död. Vilhelm ska ha sörjt henne mycket, gett order om stora sorgehögtider och gått in i en depression, som under de sista åren av hans liv tog sig i uttryck i ett tyranniskt beteende, då Matilda inte längre fanns för att upprätthålla sin linje att råda honom att använda diplomati snarare än enbart vapenmakt.
Hon begravdes i Sainte-Trinité i Caen, Normandie (i nuvarande Frankrike). Vilhelm begravdes senare vid hennes sida.
Gravarna har öppnats och deras skelett mätts, och det är därför känt hur långa de var. Matilda var mycket kort, endast 127 cm.

## Eftermäle
Under många år trodde man att hon på något sätt var inblandad i skapandet av Bayeuxtapeten, men historiker tror inte längre detta; den verkar ha beställts av Vilhelms halvbror Odo, biskopen av Bayeux och tillverkats av saxare i Kent.

## Barn
Det råder tvivel om hur många döttrar de hade, eftersom döttrar inte ansågs viktiga i dåtida kultur och ofta förväxlades med varandra på grund av namnlikhet. Denna lista innehåller några tvivelaktiga noteringar.
1. Robert Curthose (cirka 1054–1134), hertig av Normandie, g.m Sibylla av Conversano, dotter till Geoffrey av Conversano
2. Adeliza (eller Alice) (cirka 1055–?), hon ska ha varit trolovad med Harald II av England (Det råder vissa tvivel om hennes existens)
3. Cecilia (or Cecily) (cirka 1056–1126), abbedissa i Den Heliga Treenighetens kloster i Caen.
4. Vilhelm Rufus (1056–1100), kung av England[9]
5. Richard (1057–cirka 1081), dödad av en kronhjort i New Forest
6. Adela (cirka 1062–1138), g.m greve Stefan av Blois[10]
7. Agatha (cirka 1064–c. 1080), trolovad med (1) Harald av Wessex, (2) Alfons VI av Kastilien
8. Constance (cirka 1057/61–1090), g.m Alan IV Fergent, hertig av Bretagne; förgiftad, möjligen av sina egna tjänare
9. Matilda (mycket tvivel råder kring hennes existens)
10. Henry Beauclerc (1068–1135), kung av England, g.m (1) Matilda (eller Edith) av Skottland, dotter till Malcolm III av Skottland, (2) Adeliza av Louvain[11]

## Anfäder
|                     |  |  |  |  |  |  |  |                       |  |  |  |  |  |  |  |                        |  |  |  |  |  |  |  | Arnulf II av Flandern  |
|                     |  |  |  |  |  |  |  |                       |  |  |  |  |  |  |  |                        |  |  |  |  |  |  |  |                        |
|                     |  |  |  |  |  |  |  |                       |  |  |  |  |  |  |  | Balduin IV av Flandern |  |  |  |  |  |  |  |                        |
|                     |  |  |  |  |  |  |  |                       |  |  |  |  |  |  |  |                        |  |  |  |  |  |  |  |                        |
|                     |  |  |  |  |  |  |  |                       |  |  |  |  |  |  |  |                        |  |  |  |  |  |  |  | Susanna av Italien     |
|                     |  |  |  |  |  |  |  |                       |  |  |  |  |  |  |  |                        |  |  |  |  |  |  |  |                        |
|                     |  |  |  |  |  |  |  | Balduin V av Flandern |  |  |  |  |  |  |  |                        |  |  |  |  |  |  |  |                        |
|                     |  |  |  |  |  |  |  |                       |  |  |  |  |  |  |  |                        |  |  |  |  |  |  |  |                        |
|                     |  |  |  |  |  |  |  |                       |  |  |  |  |  |  |  |                        |  |  |  |  |  |  |  | Fredrik av Luxemburg   |
|                     |  |  |  |  |  |  |  |                       |  |  |  |  |  |  |  |                        |  |  |  |  |  |  |  |                        |
|                     |  |  |  |  |  |  |  |                       |  |  |  |  |  |  |  | Otgiva av Luxemburg    |  |  |  |  |  |  |  |                        |
|                     |  |  |  |  |  |  |  |                       |  |  |  |  |  |  |  |                        |  |  |  |  |  |  |  |                        |
|                     |  |  |  |  |  |  |  |                       |  |  |  |  |  |  |  |                        |  |  |  |  |  |  |  | Ermentrude av Gleiberg |
|                     |  |  |  |  |  |  |  |                       |  |  |  |  |  |  |  |                        |  |  |  |  |  |  |  |                        |
| Matilda av Flandern |  |  |  |  |  |  |  |                       |  |  |  |  |  |  |  |                        |  |  |  |  |  |  |  |                        |
|                     |  |  |  |  |  |  |  |                       |  |  |  |  |  |  |  |                        |  |  |  |  |  |  |  | Hugo Capet             |
|                     |  |  |  |  |  |  |  |                       |  |  |  |  |  |  |  |                        |  |  |  |  |  |  |  |                        |
|                     |  |  |  |  |  |  |  |                       |  |  |  |  |  |  |  | Robert II av Frankrike |  |  |  |  |  |  |  |                        |
|                     |  |  |  |  |  |  |  |                       |  |  |  |  |  |  |  |                        |  |  |  |  |  |  |  |                        |
|                     |  |  |  |  |  |  |  |                       |  |  |  |  |  |  |  |                        |  |  |  |  |  |  |  | Adelheid av Akvitanien |
|                     |  |  |  |  |  |  |  |                       |  |  |  |  |  |  |  |                        |  |  |  |  |  |  |  |                        |
|                     |  |  |  |  |  |  |  | Adele av Frankrike    |  |  |  |  |  |  |  |                        |  |  |  |  |  |  |  |                        |
|                     |  |  |  |  |  |  |  |                       |  |  |  |  |  |  |  |                        |  |  |  |  |  |  |  |                        |
|                     |  |  |  |  |  |  |  |                       |  |  |  |  |  |  |  |                        |  |  |  |  |  |  |  | Vilhelm I av Provence  |
|                     |  |  |  |  |  |  |  |                       |  |  |  |  |  |  |  |                        |  |  |  |  |  |  |  |                        |
|                     |  |  |  |  |  |  |  |                       |  |  |  |  |  |  |  | Constance av Arles     |  |  |  |  |  |  |  |                        |
|                     |  |  |  |  |  |  |  |                       |  |  |  |  |  |  |  |                        |  |  |  |  |  |  |  |                        |
|                     |  |  |  |  |  |  |  |                       |  |  |  |  |  |  |  |                        |  |  |  |  |  |  |  | Adelheid av Anjou      |
|                     |  |  |  |  |  |  |  |                       |  |  |  |  |  |  |  |                        |  |  |  |  |  |  |  |                        |